# كريغ رينولدز
كريغ رينولدز (بالإنجليزية: Craig Reynolds)‏ هو ممثل أمريكي، ولد في 15 يوليو 1907 في الولايات المتحدة، وتوفي بنفس المكان في 22 أكتوبر 1949 بسبب حادث مرور. من الجوائز التي نالها وسام القلب الأرجواني.

## جوائز
- وسام القلب الأرجواني

## وصلات خارجية
- كريغ رينولدز على موقع IMDb (الإنجليزية)
- كريغ رينولدز على موقع إن إن دي بي (الإنجليزية)
- كريغ رينولدز على موقع قاعدة بيانات الفيلم (الإنجليزية)